# Aiko, principessa Toshi
Aiko, principessa Toshi (敬宮愛子内親王?, Toshi-no-miya Aiko Naishinnō) (Tokyo, 1º dicembre 2001) è una principessa giapponese, figlia dell'imperatore Naruhito dell'imperatrice Masako.

## Biografia

### Nome

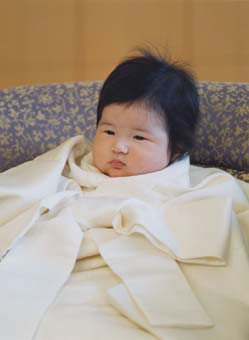
La principessa Aiko nel 2002

A differenza della tradizione, che impone la scelta da parte dell'imperatore, il nome è stato indicato dai genitori. Essi si sono ispirati agli insegnamenti del filosofo cinese Mencio, in particolare alla frase
Il nome viene scritto con gli ideogrammi Kanji delle parole "amore" e "figlio" e significa "figlia dell'amore". Il suo titolo imperiale è Principessa Toshi (敬宮愛子内親王?, Toshi-no-miya Aiko Naishinnō), che significa  "persona che rispetta gli altri."

### Formazione
La Principessa ha incominciato la sua formazione presso la scuola materna dell'istituto Gakushūin il 3 aprile 2006. Ha lasciato l'asilo il 15 marzo 2008.
Il 18 marzo 2014, ha finito la scuola primaria. Nel periodo delle elementari, quando aveva 8 anni, ha passato quasi un'intera settimana lontana dalle lezioni a causa di probabili atti di bullismo nei suoi confronti e solo alla fine di aprile 2010 Aiko ha ripreso a seguire alcune lezioni, accompagnata dalla madre, evitando tuttavia l'impegno scolastico a tempo pieno ma seguendo ogni giorno solo le prime tre ore. L'imperatrice Masako l'ha accompagnata ogni giorno venendo poi a prenderla, e in più Aiko è stata seguita a lezione da uno staff speciale di corte. In questo periodo un giovane disoccupato è stato arrestato per aver volutamente scritto su un blog il suo proposito di uccidere la principessa, nonostante l'assoluta intenzione di non attuarlo.
In occasione del suo ottavo compleanno, sono stati rivelati i suoi interessi che includono scrittura in caratteri kanji, calligrafia, salto della corda, suonare pianoforte e violino e scrivere poesie.
Il 6 aprile 2014 è entrata nella scuola secondaria femminile, la Gakushuin Girls’ Senior High School di Tokyo. Nel 2016 ha studiato durante il periodo estivo presso l'Eton College, nel Regno Unito, per perfezionare il suo inglese.
Nel febbraio 2020 è stata accettata all'università Gakushuin, dove studia lingua e letteratura giapponese.

### Funzioni pubbliche
Il 5 aprile 2016, ha visitato una mostra speciale che celebrava i 150 anni di relazioni diplomatiche tra Giappone e Italia nel museo di Tokyo.
Il 5 dicembre 2021, dopo aver compiuto 20 anni, per celebrare l'occasione, le è stata assegnata l'onorificenza di Dama di I Classe dell'Ordine della Corona Preziosa. Ha partecipato alla celebrazione del capodanno 2022 al Palazzo Imperiale, il suo primo evento pubblico come membro attivo della famiglia imperiale. La sua successiva uscita pubblica avvenne il 5 novembre, quando partecipò con sua cugina, la principessa Kako di Akishino, al cosiddetto concerto "Gagaku" organizzato dall'Agenzia della Casa Imperiale. Il 24 novembre, la principessa Aiko ha visitato una mostra al Museo nazionale di Tokyo, con i suoi genitori.

## Titoli e trattamento
- dal 1º dicembre 2001: Sua altezza imperiale la principessa Toshi

### Successione al trono
La legge della Casa Imperiale del 1947 ha abolito la nobiltà giapponese e, ai sensi delle disposizioni dell'attuale normativa, la famiglia imperiale è stata ridotta ai discendenti dell'imperatore Taishō.
La nascita della principessa Aiko ha suscitato dibattito in Giappone sul fatto che la legge della casa imperiale del 1947 dovrebbe essere modificata dal sistema attuale di primogenitura agnatica alla primogenitura assoluta, che consentirebbe a una donna, se primogenita, di ereditare il trono davanti a un fratello minore o a un cugino. Anche se negli elenchi ufficiali dei sovrani del paese sono presenti otto imperatrici regnanti nel corso della storia, i loro successori sono stati sempre scelti tra i membri della stirpe imperiale paterna. In base a questo alcuni studiosi conservatori sostengono che il regno delle donne era temporaneo e che la tradizionale successione maschile dovrebbe essere mantenuta nel XXI secolo. Anche se all'imperatrice Genmei è succeduta sua figlia, Genshō, a quest'ultima è succeduta il figlio di suo fratello, mantenendo così il trono nella stessa linea agnatizia; sia Genshō sia Genmei, così come tutte le altre imperatrici regnanti e gli imperatori, appartenevano alla stessa patrilineare.
Il 25 ottobre 2005, una commissione di esperti nominata dal governo ha presentato una relazione, in cui si raccomandava la modifica della legge di successione imperiale per consentire la primogenitura assoluta. Il 20 gennaio 2006, il primo ministro Junichiro Koizumi ha usato parte del suo discorso annuale per affrontare la questione e si è impegnato a presentare una proposta di legge alla dieta. Koizumi non ha annunciato una tempistica per la normativa da introdurre, né ha fornito dettagli sul contenuto, ma ha fatto notare che sarebbe stato in linea con le conclusioni del gruppo di governo del 2005.
Le proposte per sostituire la primogenitura agnatica sono state temporaneamente archiviate dopo che, nel febbraio del 2006, è stato annunciato che il fratello minore del principe ereditario, il principe Akishino e sua moglie erano in attesa del loro terzo figlio. Il 6 settembre 2006 la principessa Kiko ha dato alla luce un figlio, Hisahito, che è secondo nella linea di successione al trono, dopo il padre (il principe ereditario). Da 41 anni in Giappone non nascevano principi maschi. Il 3 gennaio 2007, il primo ministro Shinzō Abe ha annunciato che sarebbe caduta la proposta di modificare la legge della Casa Imperiale.

## Ascendenza
|                        |             |                    | Genitori                    |  |  | Nonni |  |  | Bisnonni            |  |  | Trisnonni         |  |
|                        |             |                    |                             |  |  |       |  |  | Imperatore Hirohito |  |  | Imperatore Taishō |  |
|                        |             |                    |                             |  |  |       |  |  | Imperatore Hirohito |  |  | Imperatore Taishō |  |
|                        |             | Imperatrice Teimei |                             |  |  |       |  |  | Imperatore Hirohito |  |  |                   |  |
| Imperatore Akihito     |             |                    |                             |  |  |       |  |  | Imperatore Hirohito |  |  |                   |  |
|                        |             | Imperatrice Kōjun  | Principe Kuniyoshi Kuni     |  |  |       |  |  |                     |  |  |                   |  |
|                        |             | Imperatrice Kōjun  | Principe Kuniyoshi Kuni     |  |  |       |  |  |                     |  |  |                   |  |
|                        |             | Imperatrice Kōjun  | Principessa Chikako Shimazu |  |  |       |  |  |                     |  |  |                   |  |
| Imperatore Naruhito    |             | Imperatrice Kōjun  |                             |  |  |       |  |  |                     |  |  |                   |  |
|                        |             | Hidesaburō Shōda   | Teiichirō Shōda             |  |  |       |  |  |                     |  |  |                   |  |
|                        |             | Hidesaburō Shōda   | Teiichirō Shōda             |  |  |       |  |  |                     |  |  |                   |  |
|                        |             | Hidesaburō Shōda   | Kinu Shōda                  |  |  |       |  |  |                     |  |  |                   |  |
| Imperatrice Michiko    |             | Hidesaburō Shōda   |                             |  |  |       |  |  |                     |  |  |                   |  |
|                        |             | Fumiko Soejima     | Tsunatake Soejima           |  |  |       |  |  |                     |  |  |                   |  |
|                        |             | Fumiko Soejima     | Tsunatake Soejima           |  |  |       |  |  |                     |  |  |                   |  |
|                        |             | Fumiko Soejima     | Aya                         |  |  |       |  |  |                     |  |  |                   |  |
| Principessa Aiko Toshi |             | Fumiko Soejima     |                             |  |  |       |  |  |                     |  |  |                   |  |
|                        | Takeo Owada | Kaneyoshi Owada    |                             |  |  |       |  |  |                     |  |  |                   |  |
|                        | Takeo Owada | Kaneyoshi Owada    |                             |  |  |       |  |  |                     |  |  |                   |  |
|                        | Takeo Owada | Takeno Koga        |                             |  |  |       |  |  |                     |  |  |                   |  |
| Hisashi Owada          | Takeo Owada |                    |                             |  |  |       |  |  |                     |  |  |                   |  |
|                        |             | Shizuka Tamura     | Matashirō Tamura            |  |  |       |  |  |                     |  |  |                   |  |
|                        |             | Shizuka Tamura     | Matashirō Tamura            |  |  |       |  |  |                     |  |  |                   |  |
|                        |             | Shizuka Tamura     | …                           |  |  |       |  |  |                     |  |  |                   |  |
| Imperatrice Masako     |             | Shizuka Tamura     |                             |  |  |       |  |  |                     |  |  |                   |  |
|                        |             | Yutaka Egashira    | Yasutarō Egashira           |  |  |       |  |  |                     |  |  |                   |  |
|                        |             | Yutaka Egashira    | Yasutarō Egashira           |  |  |       |  |  |                     |  |  |                   |  |
|                        |             | Yutaka Egashira    | Yoneko                      |  |  |       |  |  |                     |  |  |                   |  |
| Yumiko Egashira        |             | Yutaka Egashira    |                             |  |  |       |  |  |                     |  |  |                   |  |
|                        |             | Suzuko Yamaya      | Tanin Yamaya                |  |  |       |  |  |                     |  |  |                   |  |
|                        |             | Suzuko Yamaya      | Tanin Yamaya                |  |  |       |  |  |                     |  |  |                   |  |
|                        |             | Suzuko Yamaya      | Sadako Niwa                 |  |  |       |  |  |                     |  |  |                   |  |
|                        |             | Suzuko Yamaya      |                             |  |  |       |  |  |                     |  |  |                   |  |